# Remparts de Xi'an
Les Remparts de Xi'an (chinois : 西安城墙, se trouvent à Xi'an, ancienne capitale de la Chine. Ils sont l'une des murailles urbaines les plus anciennes, les plus grandes et les mieux préservées de Chine. Elles ont été construites sous le règne de l'empereur Hongwu, afin de protéger la ville de Xi'an nouvellement construite. Ils présentent les "caractéristiques complètes de l'architecture des remparts de la société féodale" et ont été rénovés à de nombreuses reprises depuis leur construction au XIVe siècle. Ils l'ont été trois fois à 200 ans d'intervalle, dans la seconde moitié des années 1500 et 1700, et ces dernières années en 1983. Les remparts entourent une zone d'une superficie d'environ 14 km2.
Les Remparts de Xi'an figurent sur la liste indicative nationale du patrimoine mondial de l'UNESCO sous le titre "Murs des dynasties Ming et Qing". Ils ont été inscrits en mars 1961 sur la liste des "Sites historiques et culturels majeurs protégés au niveau national" de l'Administration nationale de l'héritage culturel (SACH)

## Localisation
Les Remparts de Xi'an sont situés dans le quartier urbain de la ville de Xi'an, ancienne capitale impériale, sous le nom de Chang'an, pendant les périodes des dynasties Han, Sui et Tang. Elle est située à la fin de l'ancienne route de la soie.

## Histoire
Après avoir établi la dynastie Ming, l'empereur Hongwu s’attache à consolider son pouvoir et pacifier le pays. Dans le cadre de cette politique, il fonde une nouvelle ville, Xi'an, sur le site de l'ancienne capitale des Tang. Pour protéger cette cité, dont il a fait la nouvelle capitale de la province du Shaanxi, il fait construire à partir de 1370 un haut mur fortifié sur les restes du mur d'un palais datant de la dynastie Tang (618-907). Ces travaux marquent le début de la construction des Remparts de Xi'an. Hongwu incorpore à ces murailles les anciens remblais fortifiés construits par les dynasties Sui et Tang en les incluant dans les parties ouest et sud du mur, puis en agrandissant les parties est et nord. Le chantier de construction dure huit ans et, par la suite, les murailles sont bien entretenues, tant sous la dynastie Ming que sous la dynastie Qing qui lui succède.
Au début, les murailles sont construites uniquement en terre battue. Pendant le règne de l'empereur Longqing (1568), elles sont renforcées par la pose de briques bleues sur le sommet et les faces extérieures des murs en terre. Sous le règne de l'empereur Qianlong de la dynastie Qing (1781), les murailles sont agrandies, des dispositifs de drainage y sont installés, ainsi que des créneaux. D'autres modifications diverses sont apportées au murailles qui, a la fin des travaux, ont l'aspect qu'on leur connait à l'heure actuelle. À la chute de la dynastie Qing, les remparts commencent à se détériorer. Dans une certaine mesure, les autorités républicaines procèdent à l'entretien des murailles, qui sont alors en mauvais état. En effet, dans la première décennie du XXe siècle, les Remparts de Xi'an sont considérés comme étant d'une importance stratégique, bien que des murailles similaires, situées dans d'autres provinces du pays, soient démolies après la Révolution chinoise de 1911. En 1926, pendant les combats de l'Expédition du Nord, les fortifications sont bombardées, ce qui entraîne de graves dommages structurels; mais la ville située à l'intérieur des remparts n'est pas touchée. Pendant la Seconde Guerre mondiale, lorsque les Japonais effectuent des bombardements aériens de 1937 à 1940, les habitants construisent environ 1 000 bunkers, utilisés comme abris antiaériens, à l'intérieur de la large base des remparts. Quelques ouvertures sont également pratiquées à travers les murailles, comme passages pouvant servir à évacuer la ville. Plus tard encore, de nouvelles portes permettant la circulation à travers les Remparts de Xi'an sont construites sous le régime républicain.
Selon l'atlas Shenboo de 1933, dans les années 1930, la plupart des habitants de la ville vivaient dans le périmètre des Remparts de Xi'an, mais il y avait encore beaucoup de zones ouvertes inoccupées. Parmi les visiteurs qui sont venus voir les remparts, on trouve le capitaine américain (plus tard général) Joseph Stilwell en 1922 et le sinologue tchèque Jaroslav Průšek (1906-1980) en 1933. En mars 1961, les fortifications de Xi'an sont inscrites sur la liste des "Sites historiques et culturels majeurs protégés au niveau national"; premier classement visant à les protéger,. En 1983, l'administration de la municipalité de Xi'an procède à de nouvelles rénovations des fortifications, ainsi qu'à quelques ajouts. C'est à cette époque que la tour de Yangmacheng, la tour de l'écluse de Zhalou, la tour du plongeon de Kuixinglou, la tour d'angle de Jiaolou et la tour de défense de Dilou sont rénovées. Les portions des remparts qui s'effritaient sont transformées en portes et les fossés sont restaurés. En mai 2005, tous les remparts des fortifications de Xi'an sont interconnectés.
En 2008, la SACH propose d’inscrire les Remparts de Xi'an sur la liste du patrimoine mondial de l'UNESCO. L'UNESCO répond à cette demande en inscrivant le site sur la liste indicative du patrimoine mondial sous le titre "Murailles des dynasties Ming et Qing", en tant que site du patrimoine culturel désigné en vertu des critères iii et iv. Cette liste regroupe les sites pour lesquels un État faisant partie de l'UNESCO a l'intention de déposer un dossier de candidature pour la liste du patrimoine mondial. Il s'agit donc d'une sorte de "salle d'attente" avant l'inscription définitive. En 2020, les Remparts de Xi'an sont toujours dans cette "salle d'attente".
Michelle Obama, alors première dame des États-Unis, a visité les Remparts de Xi'an le 24 mars 2014, les décrivant comme "un mur qui a résisté à la guerre et à la famine ainsi qu'à la montée et à la chute des dynasties".

## Description

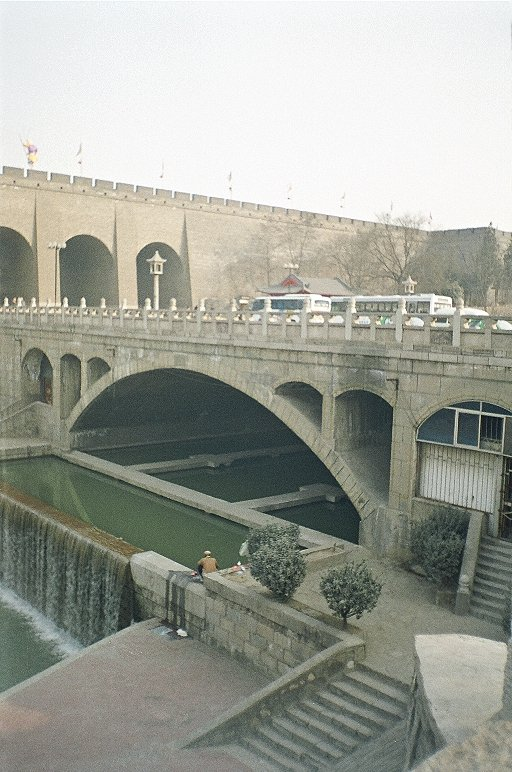
Douves de la ville de Xi'an

Les Remparts de Xi'an sont de forme rectangulaire et ont une longueur totale de 14 km. Presque tous les tronçons des murailles qui les composent ont, à un moment ou à un autre, fait l'objet d'une restauration et/ou reconstruction. Un chemin de ronde court le long du sommet du mur et il faut généralement quatre heures pour le parcourir intégralement. Ils ont été construits suivant les canons de l'architecture chinoise traditionnelle. Étant des fortifications devant servir à défendre, les remparts ont été construits avec un fossé, des ponts-levis, des tours de guet, des tours d'angle, des parapets et des tours-portes. Les remparts font 12 m de haut pour 12 à 14 m de large au sommet et 15 à 18 m de large à la base. Des petits remparts faisant saillie par rapport au mur principal ont été construits, à 120 m d'intervalle les uns des autres. On trouve des parapets sur le côté extérieur de la muraille, comptant en tout 5 984 créneaux. Il y a en tout quatre tours de guet, chacune d'entre elles étant située à un des angles des fortifications. Le fossé qui les entoure a une largeur de 18 m et une profondeur de 6 m. La zone située à l'intérieur des Remparts de Xi'an a une superficie d'environ 36 km2 et englobe la petite zone de 14 km2 occupée par la ville proprement dite.
La tour de guet fortifiée du sud, construite en 1378, a été détruite par un incendie en 1926 pendant la guerre civile de 1926, et n'a été restaurée qu'en septembre 2014. Les travaux de remise en état n'ont été effectués qu'après un examen minutieux des documents relatifs aux caractéristiques historiques et à l'aspect de la tour avant qu'elle ne soit endommagée. Les trois autres tours de guet formant les portes nord, est et ouest du mur ont également été examinées pendant la phase de planification des modifications apportées à la tour sud. Elles ont été également modifiées, sans affecter l'intégrité des Remparts, par l'ajout un hall offrant une protection aux structures en utilisant l'acier, le travail du bois et la structure de tuiles et de briques de type ancien. Les portes principales ont été équipées de rampes d'accès, à l'exception de la porte sud qui a un accès situé à l'extérieur des murs.
Il existe une "Tour du tir à l'arc", qui assure la sécurité de l'une des quatre portes des Remparts de Xi'an. Créée comme une grande salle en forme de piège, surmontée d'une tour remplie de fenêtres, elle a pour but de donner une position avantageuse aux archers pour tirer des flèches sur les éventuels assaillants. Avec le temps, les archers ont été remplacés par des canons, mais le rôle de cette tour est resté le même. Si l'ennemi parvenait à percer les remparts au niveau de la porte principale, il se retrouvait donc piégé dans la petite salle qui faisait face à une autre porte et devenait ainsi une cible facile pour les défenseurs.

## Galerie

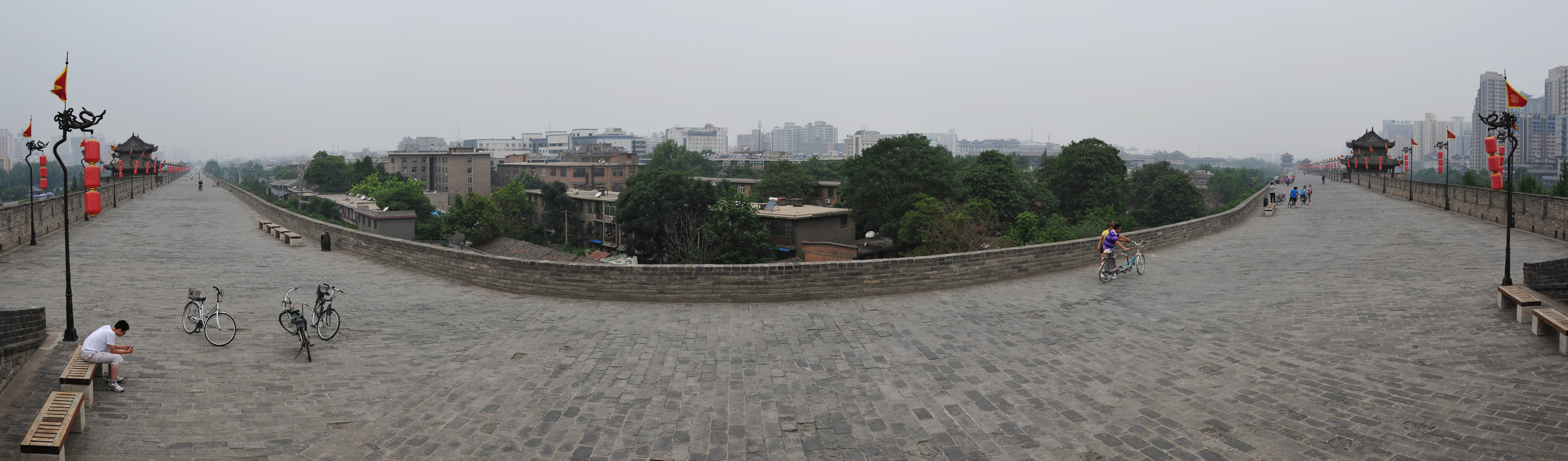
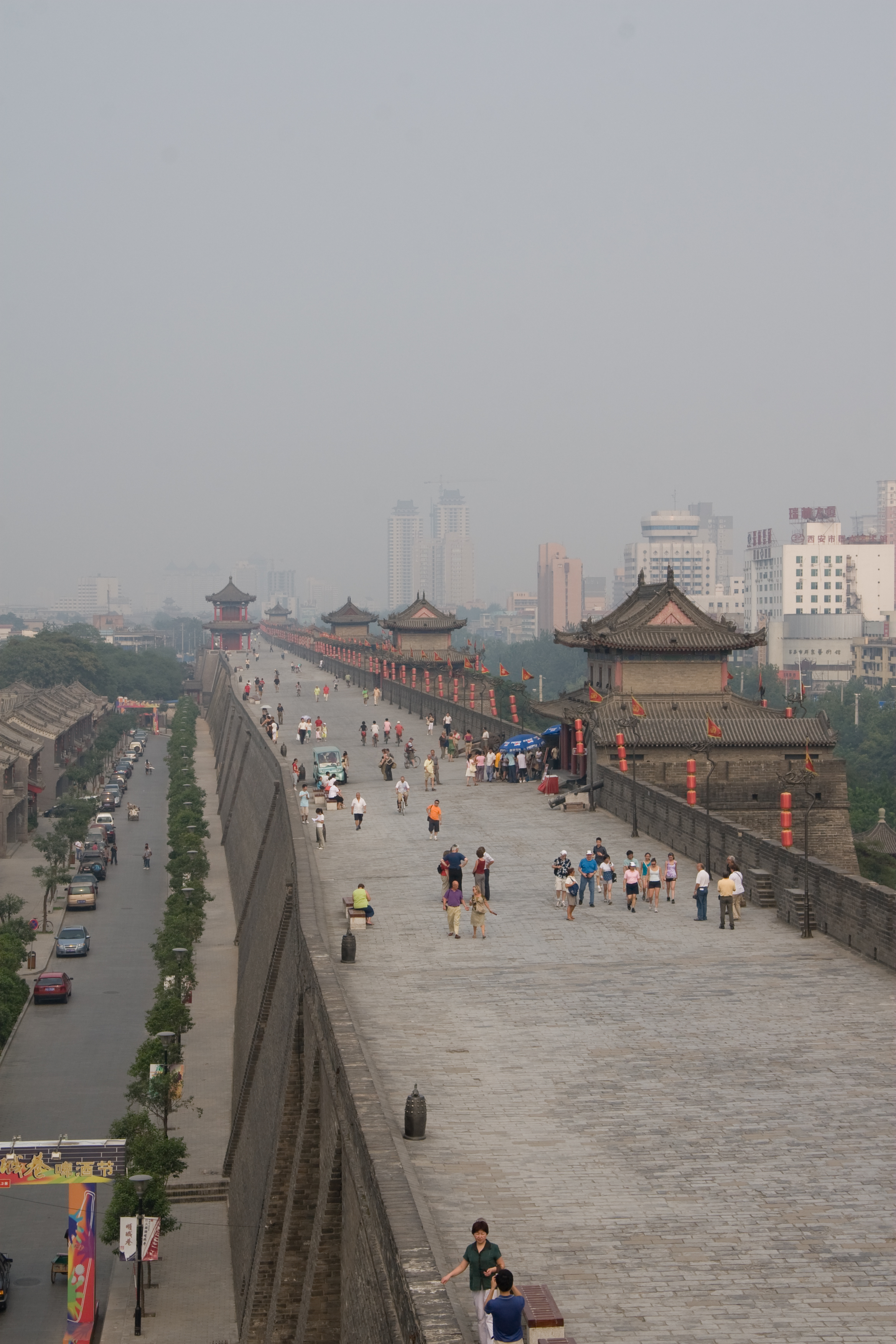
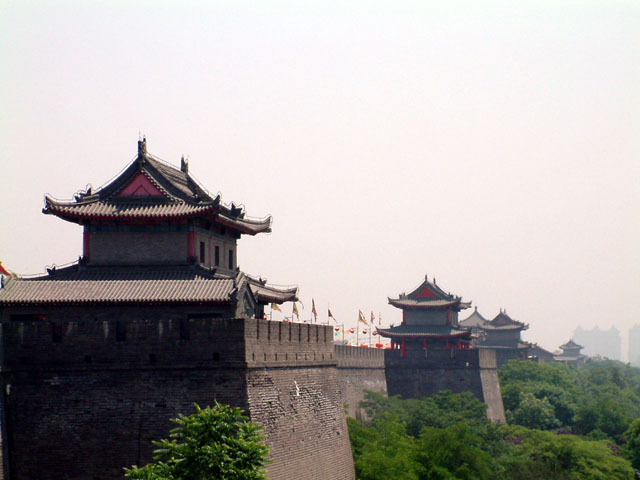
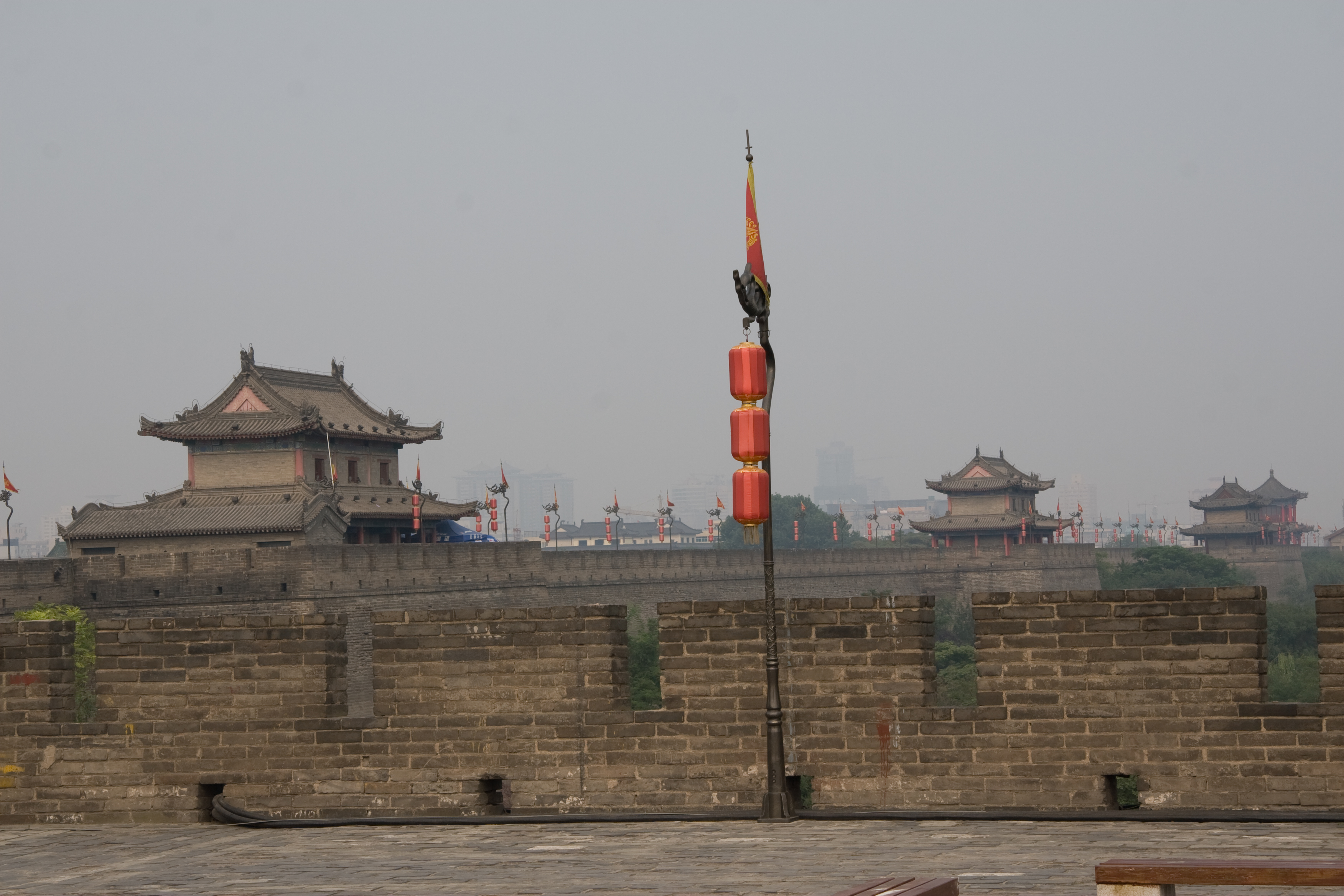
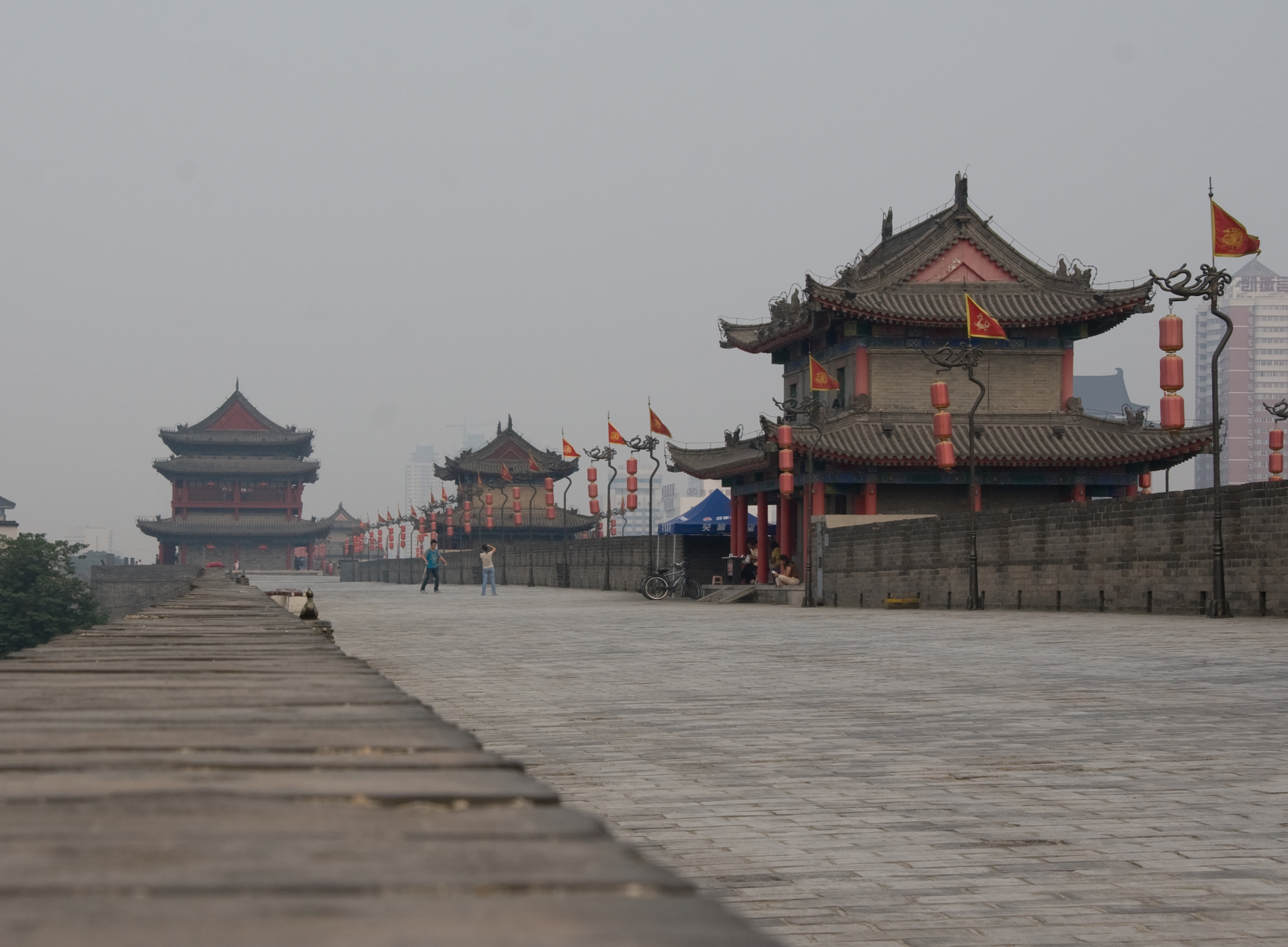
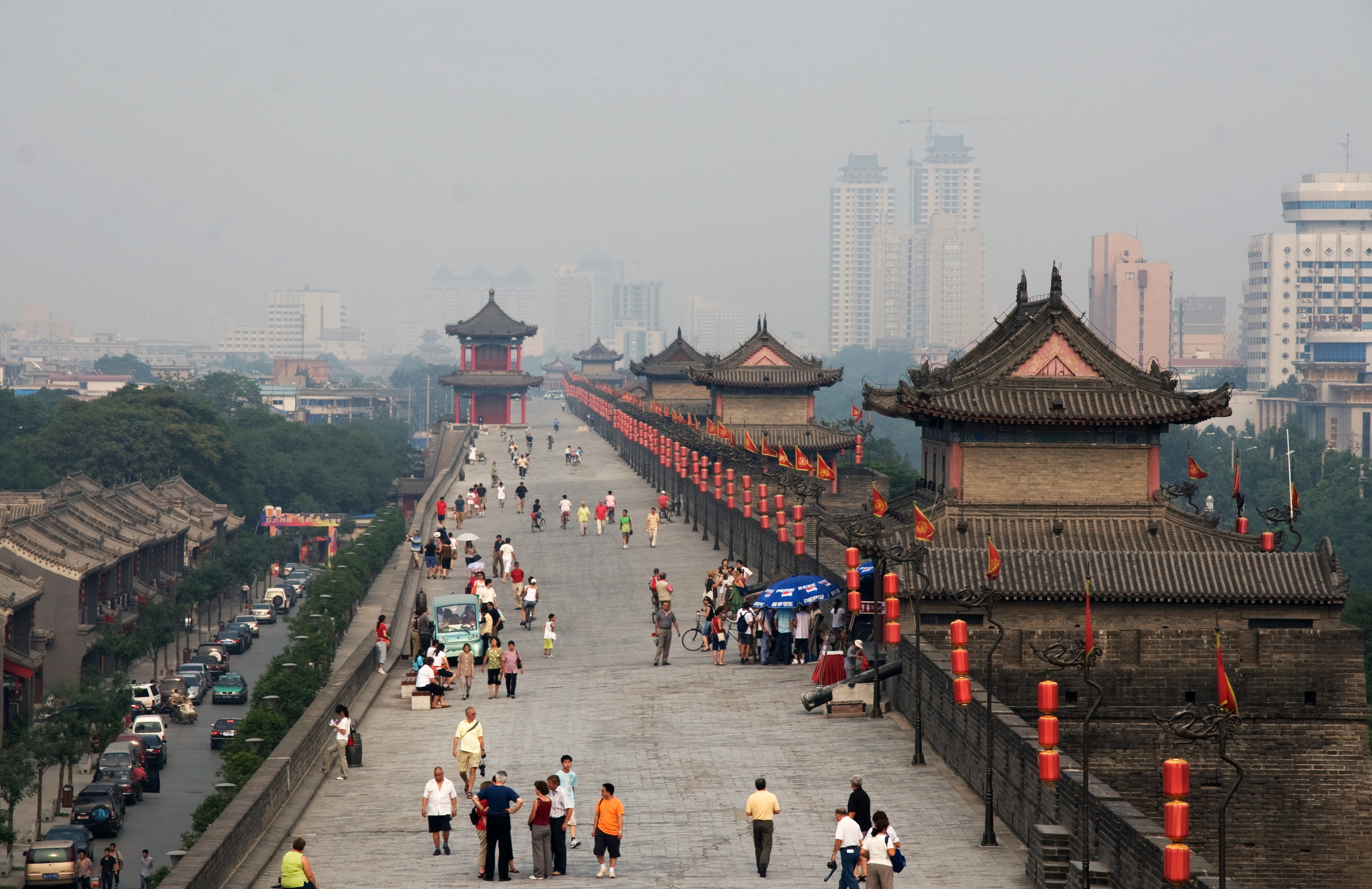
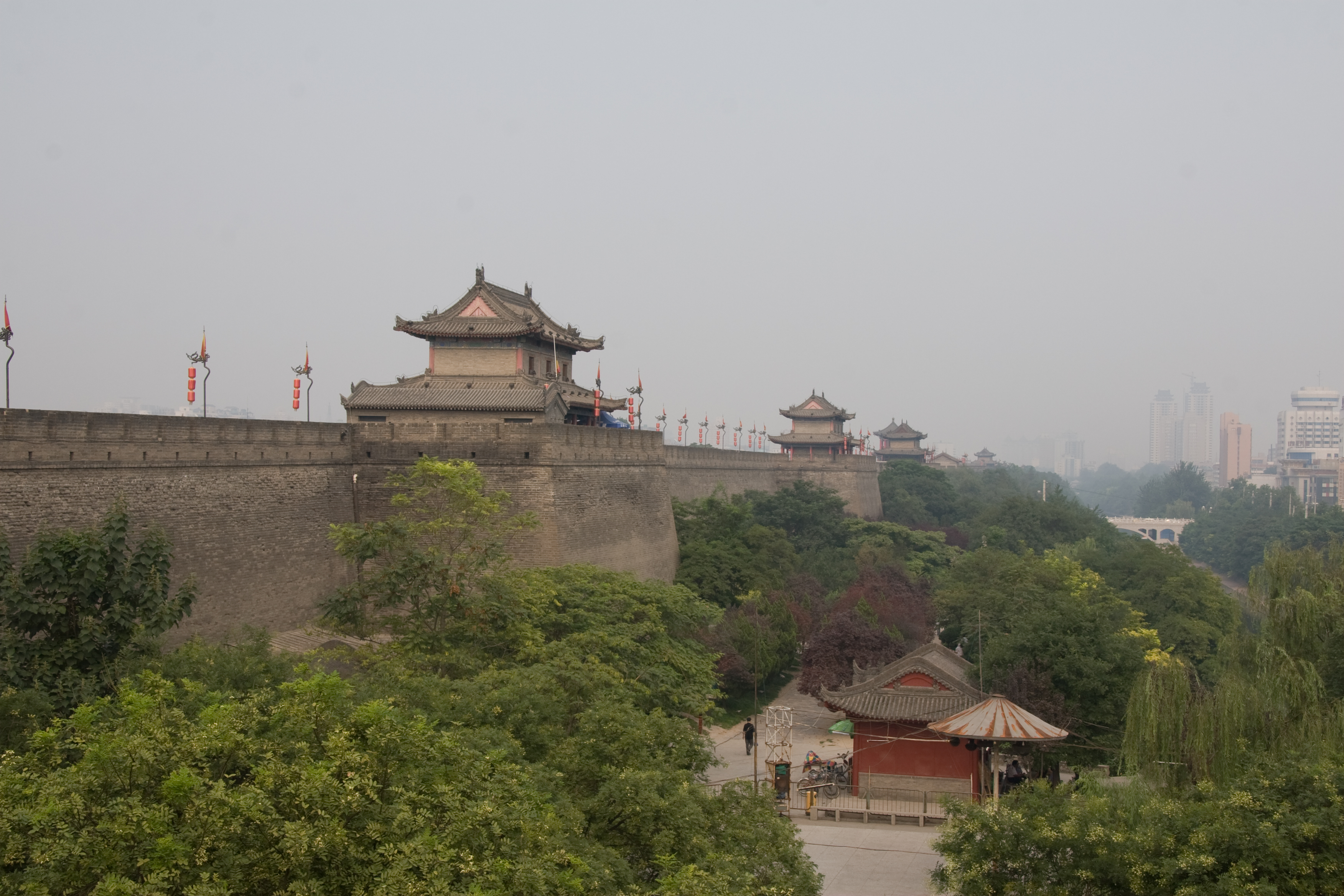
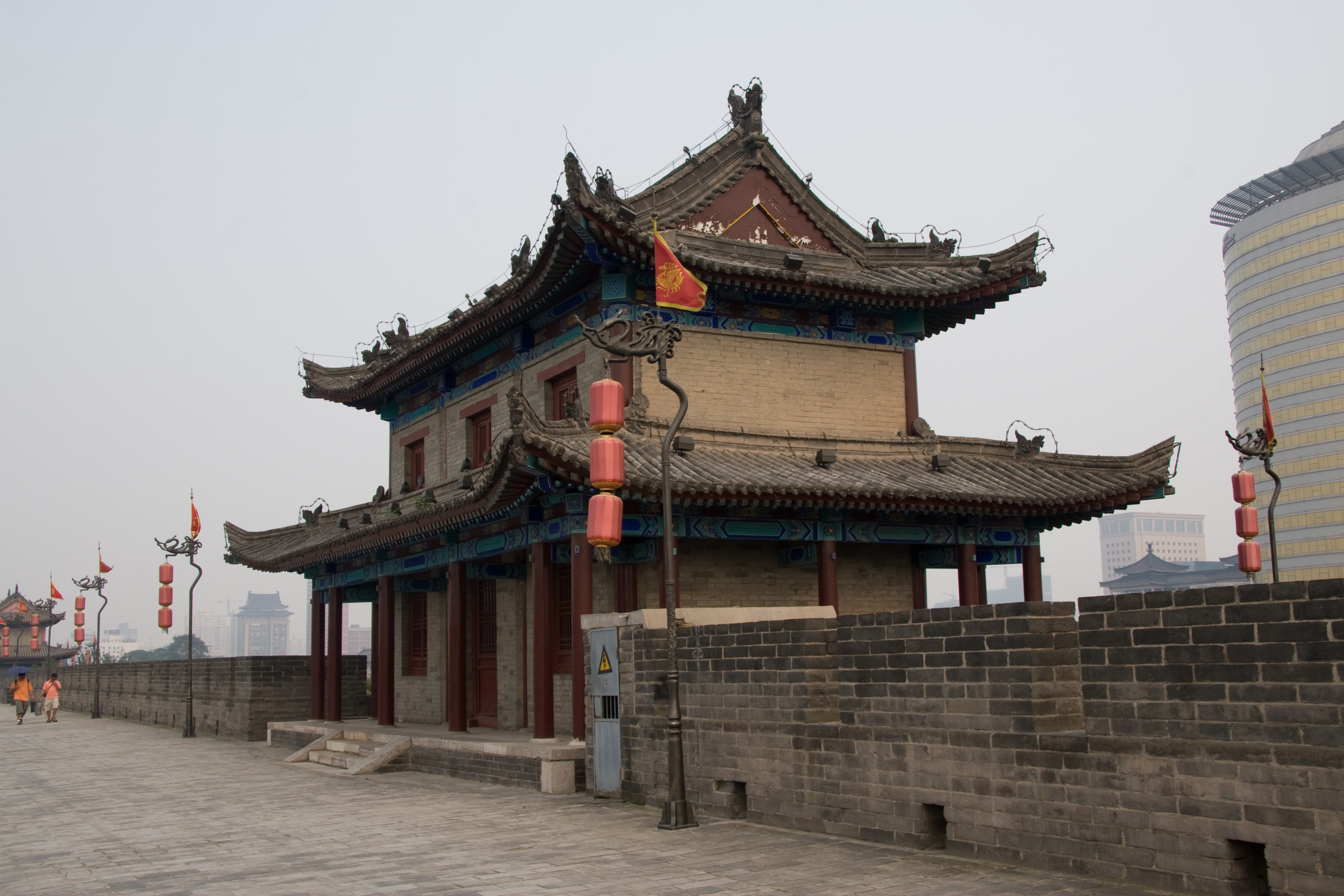
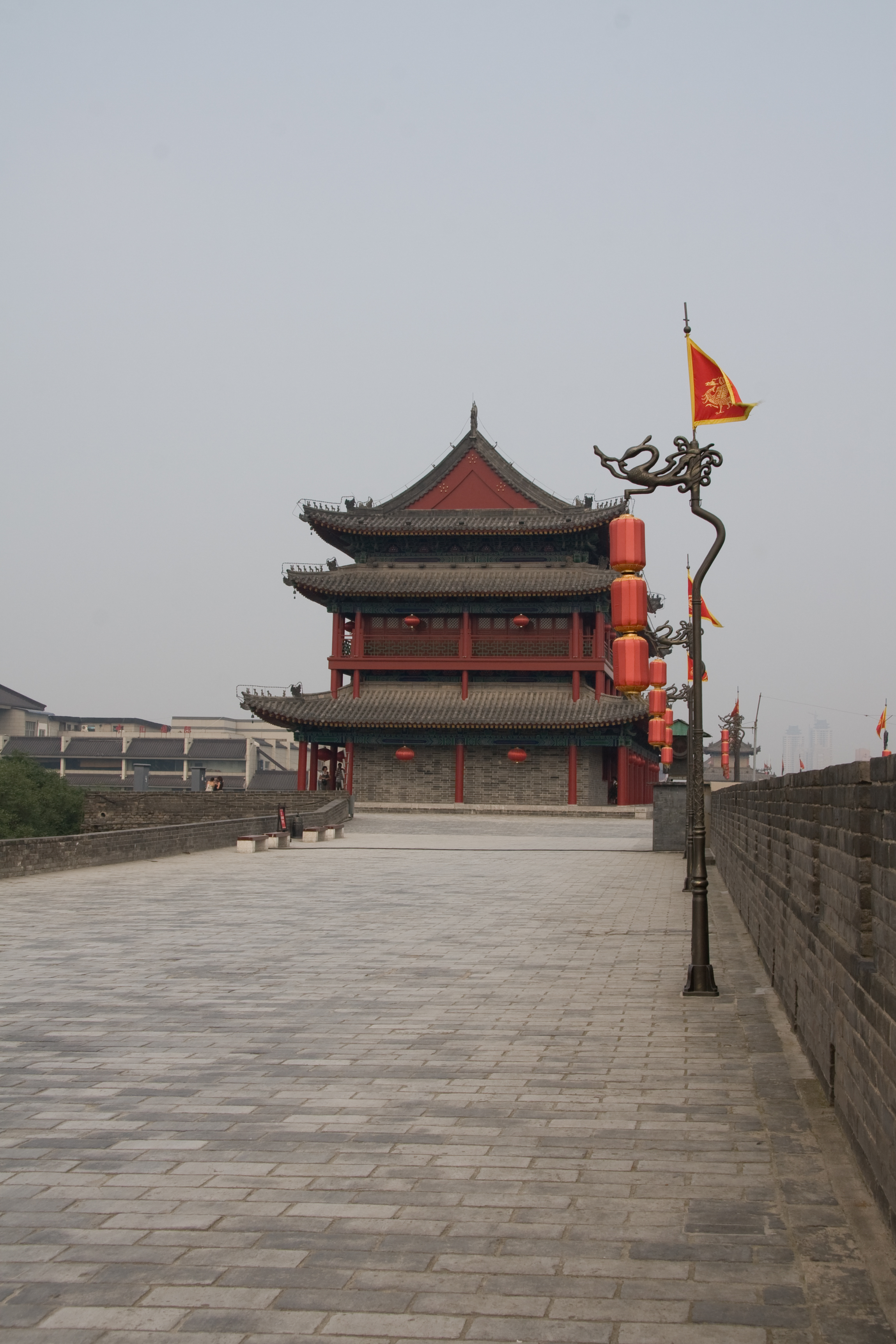
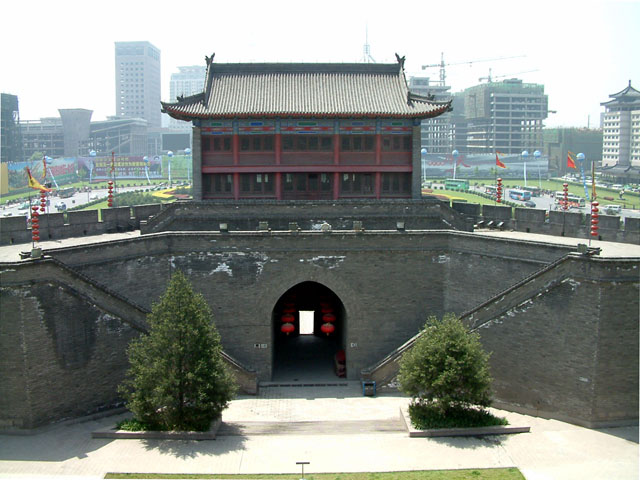

## Crédit d'auteurs
- (en) Cet article est partiellement ou en totalité issu de l’article de Wikipédia en anglais intitulé « Fortifications of Xi'an » (voir la liste des auteurs).